# Élie Faure
Pour les articles homonymes, voir Faure.
Élie Faure, né le 4 avril 1873 à Sainte-Foy-la-Grande (Gironde) et mort le 30 octobre 1937 à Paris (Seine), est un médecin, historien de l'art et essayiste français.
Il est l'auteur d’une Histoire de l’art, qui est une importante étape historiographique dans cette discipline.

## Biographie

### Jeunesse et formation
Fils de Pierre Faure, négociant protestant, et de Suzanne Louise Zéline Reclus, Jacques Élie Paul Faure est très lié à deux de ses oncles, le géographe et militant anarchiste Élisée Reclus et l’ethnologue Élie Reclus. En 1888, il rejoint à Paris ses frères Léonce et Jean-Louis, et s’inscrit au lycée Henri-IV, où il a comme condisciples en classe de philosophie Léon Blum, René Berthelot, Gustave Hervé et Louis Laloy.
Passionné de peinture, il visite régulièrement le musée du Louvre et se plonge dans les ouvrages de son professeur de philosophie, Henri Bergson.
Son baccalauréat en poche, il s'inscrit à la faculté de médecine, puis commence à exercer dans les quartiers populaires. Il travaille en qualité d'anesthésiste aux hôpitaux de Paris, avec son frère Jean-Louis, chirurgien et gynécologue, et se spécialise dans l'embaumement. Il continue cependant à fréquenter les expositions et les ateliers de peintres et de sculpteurs.
Le 7 avril 1896, il épouse Suzanne Gilard, fille du pasteur d'Eynesse, qui lui donnera une fille, Élisabeth, que son ami le peintre Eugène Carrière croquera vers 1902. Le 3 mai 1899, il présente sa thèse de doctorat en médecine.
Il s'engage aussi dans les combats politiques de l'époque, prenant notamment parti pour Dreyfus et participant à des mouvements socialistes.

### Historien de l'art
En 1902, Élie Faure commence à publier des articles consacrés à l'art dans L'Aurore. Il se passionne pour Paul Cézanne et surtout pour Diego Vélasquez, auquel il consacre son premier livre. Entre 1905 et 1909, il tient une série de conférences sur l'histoire de l'art à l'université populaire La Fraternelle du 3e arrondissement de Paris. Il en tira le contenu de son principal ouvrage, une Histoire de l'art, publiée à partir de 1909. Dans un style très lyrique, cette œuvre monumentale, plusieurs fois remaniée, retrace l'évolution de l'architecture, de la sculpture, de la peinture et des arts domestiques de la préhistoire au début du XXe siècle, mais en occultant l'art académique de la seconde moitié du XIXe siècle.
En 1904, il entre au comité d'honneur du Salon d'automne, et y organisera plusieurs expositions.
Dans Les Constructeurs (1914), il s'interroge sur le rôle des artistes dans la société et sur l'influence de penseurs comme Michelet et Nietzsche.

### Participation à la Première Guerre mondiale
Médecin militaire pendant la Première Guerre mondiale, Élie Faure doit rejoindre le front. Il est traumatisé par l'atrocité des combats et est évacué à l'arrière pour neurasthénie. De retour au front, il participe en tant que médecin à la bataille de la Somme. Dans son ouvrage La Sainte Face, publié en 1918, il transcrit les « idées suscitées en [lui] par la guerre ». La 1re partie, « Près du feu », écrite entre mai et juillet 1916, retrace la période d’août 1914 à août 1915 au cours de laquelle il était médecin à l'arrière des lignes. La 2e partie, « Loin du feu », évoque sa convalescence, à Paris et sur la Côte d’Azur avec une visite à Paul Cézanne. La 3e partie, « Sous le feu », est rédigée dans la Somme entre août et décembre 1916.

### L'entre-deux-guerres
Une fois démobilisé, il retrouve ses livres, reprend ses voyages, s'intéresse au cinéma et travaille sur des thèmes philosophiques et historiques, notamment sur une biographie de Napoléon publiée en 1921. En 1931, il fait le tour du monde, voyage aux États-Unis, au Mexique où il rencontre le peintre Diego Rivera, découvre le Japon, la Chine, l'Inde et l'Égypte. Inquiet de la montée du fascisme au cours des années 1930, il milite après le 6 février 1934 et adhère au comité de vigilance des intellectuels antifascistes. Il soutient les Républicains contre Franco lors de la guerre d'Espagne, rend visite aux combattants de Barcelone et de Madrid, et devient en 1936 coprésident du Comité d’aide au peuple espagnol. Au début 1937, il lance un appel à Léon Blum en faveur de l'Espagne et signe une ultime pétition en faveur de l'Espagne dans le journal L'Humanité en octobre 1937. Ses témoignages sur la guerre d’Espagne seront publiés après sa mort dans Méditations catastrophiques.
Victime d’une crise cardiaque, il meurt à Paris le 29 octobre 1937. Il est enterré dans le cimetière familial du village des Laurents à Saint-Antoine-de-Breuilh (Dordogne).

### Amitié avec Chaïm Soutine
Élie Faure voue une passion toute paternelle et artistique au peintre Chaïm Soutine, qu'il considère comme un génie. Dès 1927, il le recueille chez lui, l'emmène en voyage, règle plusieurs de ses ardoises, lui achète quelques toiles et lui consacre une monographie en 1929.
Cette amitié très forte va cependant tourner court. Soutine est tombé amoureux de la fille de Faure, Marie-Line dite Zizou, pour laquelle son père a peut-être d'autres projets en vue : en 1930, Soutine et Faure se brouillent et se séparent.
L'historien d'art lui écrira : « Vous étiez, vous êtes encore, hors mes deux fils, le seul homme que j'aime ».

## Récompenses
- Croix de guerre[3].
- Chevalier de la Légion d'honneur[3].

## Publications
- Vélazquez, 1903.
- Formes et Forces, 1907.
- « Frédéric Nietzsche », Les Hommes du jour, no 59, 15 août 1912[8].
- Les Constructeurs, Georges Crès et Cie, collection « Les proses », 1914 ; rééd. Denoël, 1981, Coll. « Médiations »,  (ISBN 2282300416).  — Essais sur Cézanne, Michelet, Nietzsche, Lamarck et Dostoïevski.
- La conquête, Éditions Georges Crès et Cie, 1917.
- La sainte Face, Éditions Georges Crès et Cie, 1917.
- La Roue, 1919.
- La Danse sur le Feu et l'Eau, Éditions Georges Crès et Cie, 1920.
- Cervantes.
- Napoléon, 1921.
- Histoire de l'art, 5 volumes illustrés, 1919-1921. Édition critique par Martine Courtois (établissement du texte, introduction, dossier critique), Denoël 1985-1987 ; puis Gallimard, coll. « Folio essais », 5 vol., 1988 ; rééd. Bartillat, 1 vol., 2010, XX + 1 143 p. (dont 190 p. de planches)  (ISBN 9782841004836).
  - L’Art antique, introduction et dossier critique par Martine Courtois, Denoël, octobre 1985, 256 p.  (ISBN 2207100715). Rééd. Gallimard, collection « Folio Essais », 1988  (ISBN 2-07-032417-6).
  - L’art médiéval, dossier critique par Martine Courtois, Denoël, octobre 1985, 352 p.  (ISBN 2207100723). Rééd. Gallimard, coll. « Folio essais », 1988  (ISBN 2-07-032418-4).
  - L’Art renaissant, dossier critique par Martine Courtois, Denoël, octobre 1986, 336 p.  (ISBN 2207100731) Rééd. Gallimard, coll. « Folio essais », 1988  (ISBN 2-07-032419-2).
  - L’Art moderne I, dossier critique par Martine Courtois, Denoël, octobre 1987, 272 p.  (ISBN 2207100758). Rééd. Gallimard, coll. « Folio essais », 1988  (ISBN 2-07-032420-6).
  - L’Art moderne II, dossier critique par Martine Courtois, Denoël, octobre 1987, 336 p.  (ISBN 2207100766). Rééd. Gallimard, coll. « Folio essais », 1988  (ISBN 2-07--032421-4).
- L'arbre d'Éden, Éditions Georges Crès et Cie, 1922.
- (en) The Art of Cineplastics, trad. de Walter Pach, Boston, The Four Seas, 1924.
- L'Esprit des formes, 1927. Édition critique par Martine Courtois, Gallimard, « Folio Essais », 1991, vol. 1  (ISBN 2-07-032521-0), vol. 2  (ISBN 2-07-032656-X) ; rééd. Le Livre de poche  (ISBN 2253014613).
- « Découverte de l'archipel », La nouvelle revue critique, collection « Les essais critiques », no 30, 1932.
- « D'autres Terres en vue », La nouvelle revue critique, collection « Les essais critiques », no 35, 1932.
- Les Trois gouttes de sang, Paris, 1929, Edgar Malfère, 236 p. lire en ligne sur Gallica
- Mon périple, suivi de Reflets dans le sillage, 1931. Réédition critique par Juliette Hoffenberg, Seghers, 1987 ; 10:18, 1994.
- Regards sur la terre promise, Paris, Jean Flory Éditeur, 1936.
- « Partir », Mieux vivre, Édition Formule Jacquemaire, no 60, Rhône, J. Bonthoux pharmacien, no 5, mai 1936.
- Reflets dans le sillage, Paris, Jean Flory Éditeur, 1938.
- Équivalences, Éditions Robert Marin, 1951.
- Fonction du cinéma : de la cinéplastique à son destin social (1921-1937), préface de Charles Chaplin, Éditions d'histoire et d'art/Librairie Plon, 1953.
- Méditations catastrophiques, Paris, Bartillat, 2006  (ISBN 2841003752).  — Édition établie par Jean-Paul Morel. Recueil de textes sur l'Espagne.

## Hommages
- Depuis 1980, un prix Élie-Faure est décerné pour récompenser le meilleur livre d’art de l’année.
- Un collège situé près de sa commune natale de Sainte-Foy-la-Grande, à Port-Sainte-Foy-et-Ponchapt[9], et un lycée situé à Lormont portent son nom[10].
- La rue Élie-Faure est située dans le 12e arrondissement de Paris[11].
- En 2017, la mairie du 6e arrondissement de Paris et la ville de Sainte-Foy-la-Grande commémorent sa collection et ses voyages, avec le soutien du ministère de la Culture.
- En octobre 2023, la ville de Paris appose une plaque commémorative en hommage à Élie Faure au 147 boulevard Saint-Germain[12].

## Descendance
Son fils François Faure (1897-1982) est un résistant et un compagnon de la Libération.
Son petit-fils Jean-Louis Faure (1931-2022), est l'auteur de sculptures d'esprit libertaire et anti-stalinien (Jean-Paul Sartre et Simone de Beauvoir refusant de serrer la main d'Arthur Koestler, localisation inconnue). Son inspiration est située aux confins du dadaïsme, du surréalisme et de la pataphysique.

## Documentation
Ses archives sont déposées à l'Institut national d'histoire de l'art.